# Ruda (rijeka)
Ruda je rijeka na rubu Sinjskoga polja. Lijevi je pritok Cetine. U Rudu se u blizini izvora ulijeva voda iz Buškoga blata koja tlačnim cjevovodom dolazi na turbine hidroelektrane Orlovac.

## Opis
Izvire kod mjesta Ruda, a u Cetinu se ulijeva oko 1 km sjeverno od Trilja. Lijevi pritok joj je rječica Grab, a desni Ovrlja.